# Сливинский, Остап Тарасович
Остап Тарасович Сливинский (укр. Остап Тарасович Сливинський, род. 14 октября 1978, Львов) — украинский поэт, публицист, переводчик, литературовед. Он автор нескольких поэтических сборников, лауреат украинских и международных литературных премий. Он также известен переводом нескольких художественных произведений с других языков на украинский язык.

## Биография
Сливинский родился во Львове, Украинская ССР. В 2007 году защитил докторскую диссертацию в Институте славянских языков и литературы Львовского университета. В его диссертации «Феномен тишины» проанализированы произведения болгарских писателей 1960–1990-х годов.
Помимо написания стихов, Сливинский пишет для различных изданий. Он также редактировал литературный журнал «Радар». Он преподаёт польский язык и литературу во Львовском университете. Он также организовал проведение в университете Международного литературного фестиваля в 2006 и 2007 годах.
Сливинский живёт во Львове.

## Работы
К 2009 году Сливинский опубликовал четыре сборника стихов, все они были переведены на одиннадцать языков. Его поэтический стиль описывается как беспокойный и отмечен ассоциациями и образами, а также размышлениями о языке, истории и политике. Поэзия Сливинского принесла ему литературную премию Антоныча (1997), премию Губерта Бурды (2009) и премию Фонда Ковалива (2013).
Среди переводов Сливинского были произведения Чеслава Милоша, Ханны Кралль, Анджея Стасюка, Ольги Токарчук, Миколая Лозинского, Игнация Карповича, Дерека Уолкотта, Уильяма Карлоса Уильямса, Джеймса Тейта и Георгия Господинова. Сливинский получил медаль «За заслуги перед польской культурой» в 2014 году.
Вместе с Богданом Сехиным Сливинский в 2015 году поставил медиаперформанс «Подготовка», который был посвящён жертвам конфликта на востоке Украины.
В июне 2018 года поддержал открытое письмо деятелей культуры, политиков и правозащитников с призывом к мировым лидерам выступить в защиту заключённого в России украинского режиссёра Олега Сенцова и других политзаключённых.